# ラヴィ・イリュストレ
ラヴィ・イリュストレ (仏：La Vie illustrée) は、パリで発刊されたフランスのニュース週刊誌。1898年から1911年まで刊行され、多数の写真を用いて今日の出来事を報道したが、報道倫理に関する議論も巻き起こした。

## 歴史
本誌は風刺雑誌「Le Rire」の編集者であったフェリックス・ジュヴァン(fr)によって創刊された。
この雑誌は32ページの誌面の70%が写真版画で占められており、毎週木曜日に発行された。価格は30サンチームである。
内容はフランスの国際的なニュースを扱い、最初の2年間は最後のページに写真入りの連載小説が載っていた。その後価格が変動し、50サンチームをピークとして4年後に40サンチームに落ち着いた。ページ数は広告を含めて平均20ページであり、クリスマスなどのイベント時には48ページとなった。
『ラヴィ・イリュストレ』は1900年から1902年にかけて、出版社の「カルマン・レヴィ」が所有していた雑誌社「ユニヴェール・イリュストレ」と合併した。
1910年、ジュヴァンの共同設立者であるアンリ・ド・ヴァンデルはジュヴァンの競争相手であるピエール・ラフィットが立ち上げた雑誌「エクセルシオール」に参加し、その見返りとしてジャン・デュフィと協力して1910年から12年の間に写真雑誌「ル・ミロワール」を立ち上げた。『ラヴィ・イリュストレ』はジュヴァンの手を離れ、1902年に新生したのち1912年に再び消滅した「ユニヴェール・イリュストレ」（フォーヴル-モンマルトル通り57番に社屋があった）の元編集長、フレデリック・ポンシニョン（Frédéric Poncignon）の手に渡っていた。

## 評価
イラスト入り新聞を専門とする歴史家のティエリー・ジェルヴェ（Thierry Gervais）は、スポーツ週刊誌「ラヴィ・オ・グラン・エール」と本誌について、「雑誌と新聞、イラストによる複雑なモデルのサービスを提供しており、意味とスペクタクルを同時に生み出すことを目的としたレイアウトがされている」と述べた 。
やがて、記事にショッキングな写真が使用されるにつれて、センセーショナルな報道が商業目的に使用されることについての議論を生んだ。
1904年7月8日、『ラヴィ・イリュストレ』は日露戦争の報道写真として満洲での斬首場面のカラー写真を表紙に使った。その前年の2月27日にもトルコ人による内部マケドニア革命組織への斬首場面のポスター・キャンペーンが張られ、ジュヴァンはそれを「レンズの前でのトルコの残虐行為」と題して報道した。センセーショナリズムは1906年5月18日の「無政府主義者の間で爆弾を製造」とする一面記事で最高潮に達した。
さらに、『ラヴィ・イリュストレ』は写真を流用することで報道の倫理に反した。1907年8月9日の第一面はこの逸脱を示している。この写真は、1906年8月に撮影された、ロル・エージェンシーの写真を加工したもので、キャプションも新たに付け直したものだった。
キャプションは「カサブランカの虐殺では、モロッコの狂信者のグループがヨーロッパ人を撃つために港の近くで待ち伏せしました。」とあったが、1906年8月末の公演のためにトゥールコワンを訪れたのは実はモロッコの劇団であった。この公演でロル・エーシェンジーによって撮影された8枚のオリジナル写真から5枚の写真を作り、エド・サンディスによる「トゥールコワンのモロッコの村」という記事が生まれた。これは1906年9月に雑誌「アルム・エ・スポル」（Armes et Sports）に掲載された。

## ギャラリー

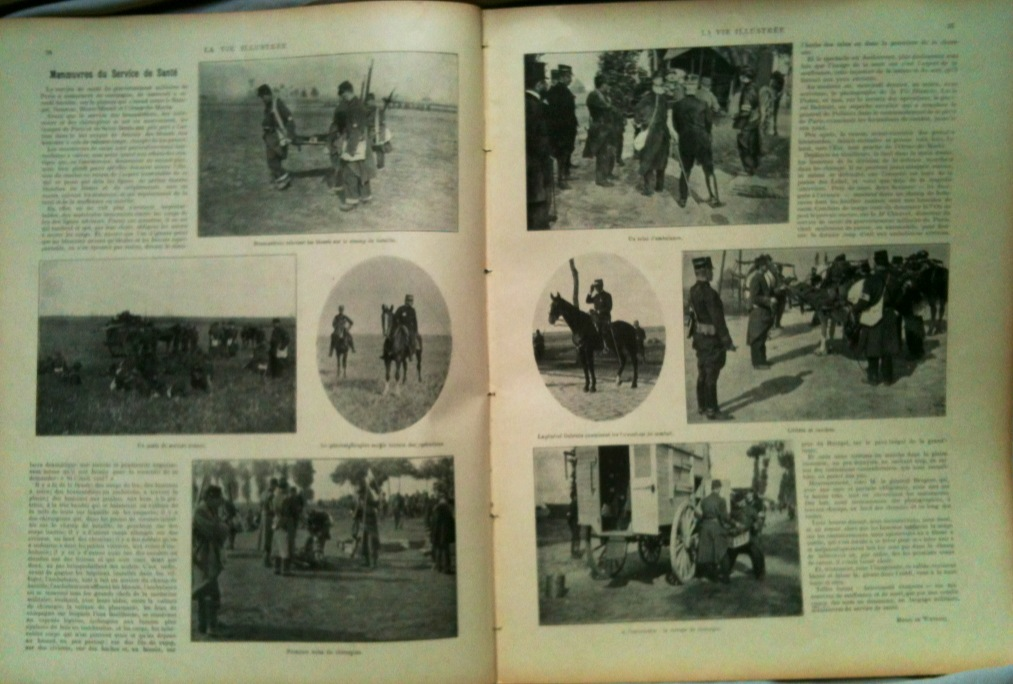
フランス軍に関する報告書 (1899年10月13日)
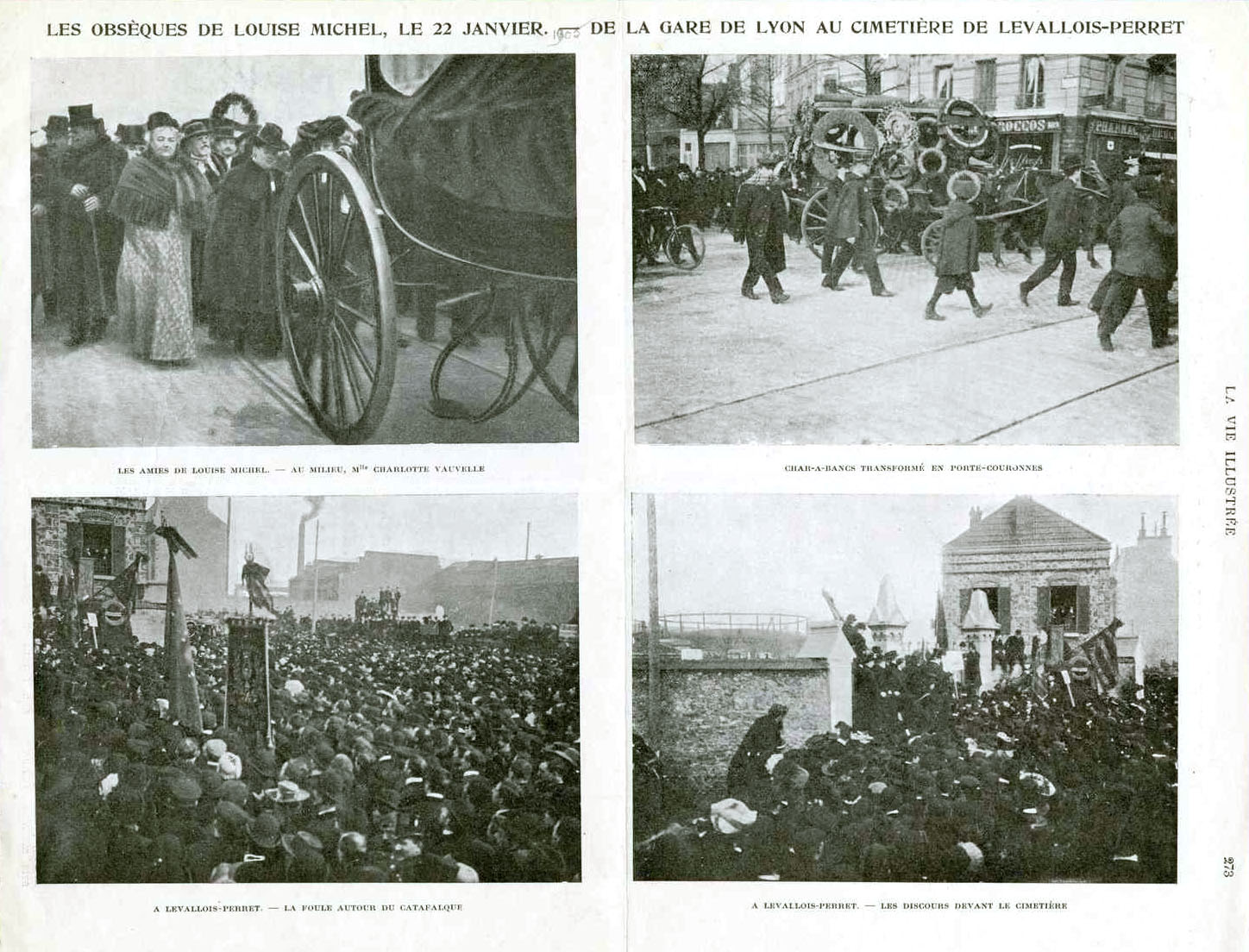
ルイーズ・ミシェルの葬儀 (1905年1月22日)

## 関連紙誌
※発刊順に列記
- イラストレイテド・ロンドン・ニュース
- イリュストラシオン
- イルストリールテ・ツァイトゥング
- ラ・イルスタシオン
- ル・モンド・イリュストレ
- ユニヴェール・イリュストレ
- ル・トゥール・デュ・モンド
- イリュストラシオン・ユーロピエンヌ
- パリ・イリュストレ
- ラヴィ・イリュストレ